# Saint-Laurent-sur-Saône

Saint-Laurent-sur-Saône este o comună în departamentul Ain din estul Franței.